# Besbarmak
A besbarmak vagy bisbarmak Közép-Ázsia nomád türk népeinek eledele, mely főtt tésztából és birka- vagy lóhúsból (ritkábban más húsfajtákból) készül, hagymaszósszal. Nevének jelentése „öt ujj”, mivel tipikusan kézzel ették. Variációi léteznek a baskír, tatár, nogaj, kazak, türkmén, ujgur és az üzbég konyhában is. Baskír elnevezése bisbarmak vagy kullama (бишбармаҡ, куллама); kazakul besbarmak, beszbarmak (бешбармақ, бесбармақ), illetve et (ет). Levest tálalnak hozzá, az adott nép konyhájától függően csíkokra vágott, vagy a magyar lebbencshez hasonló nagyobb darabokból álló tésztával szolgálják fel. Népszerű vendégváró étel.

## Galéria

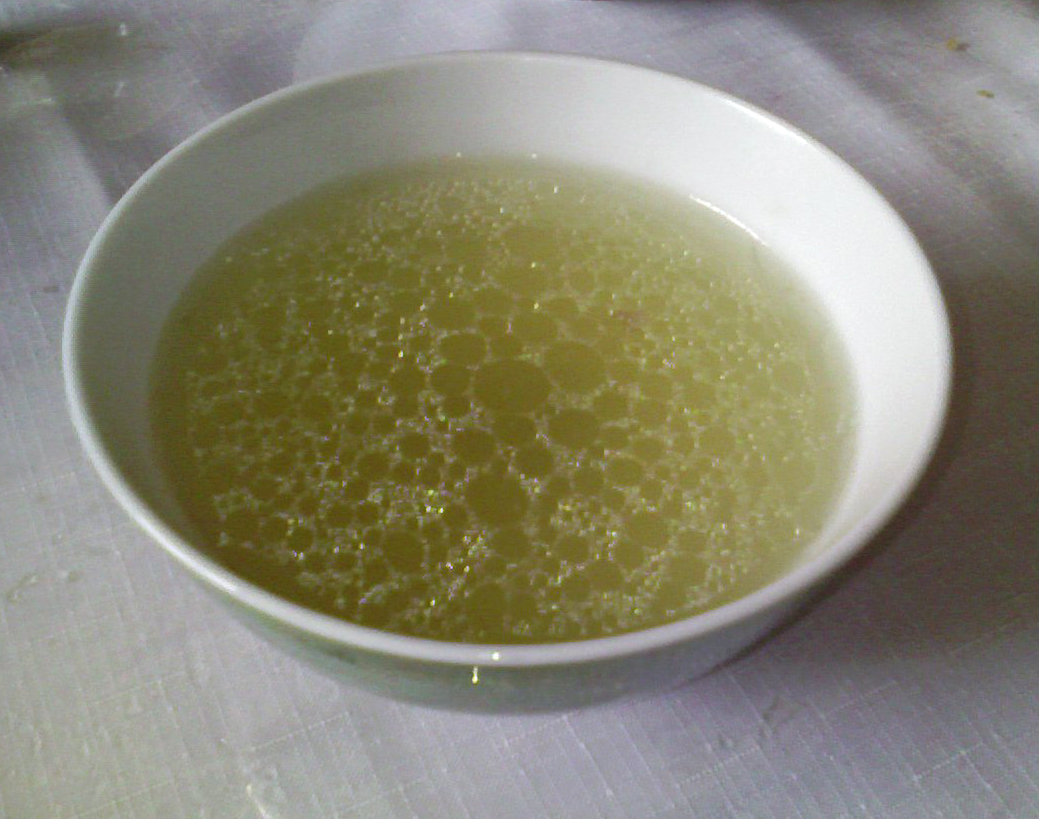
A besbarmakhoz tálalt húsleves
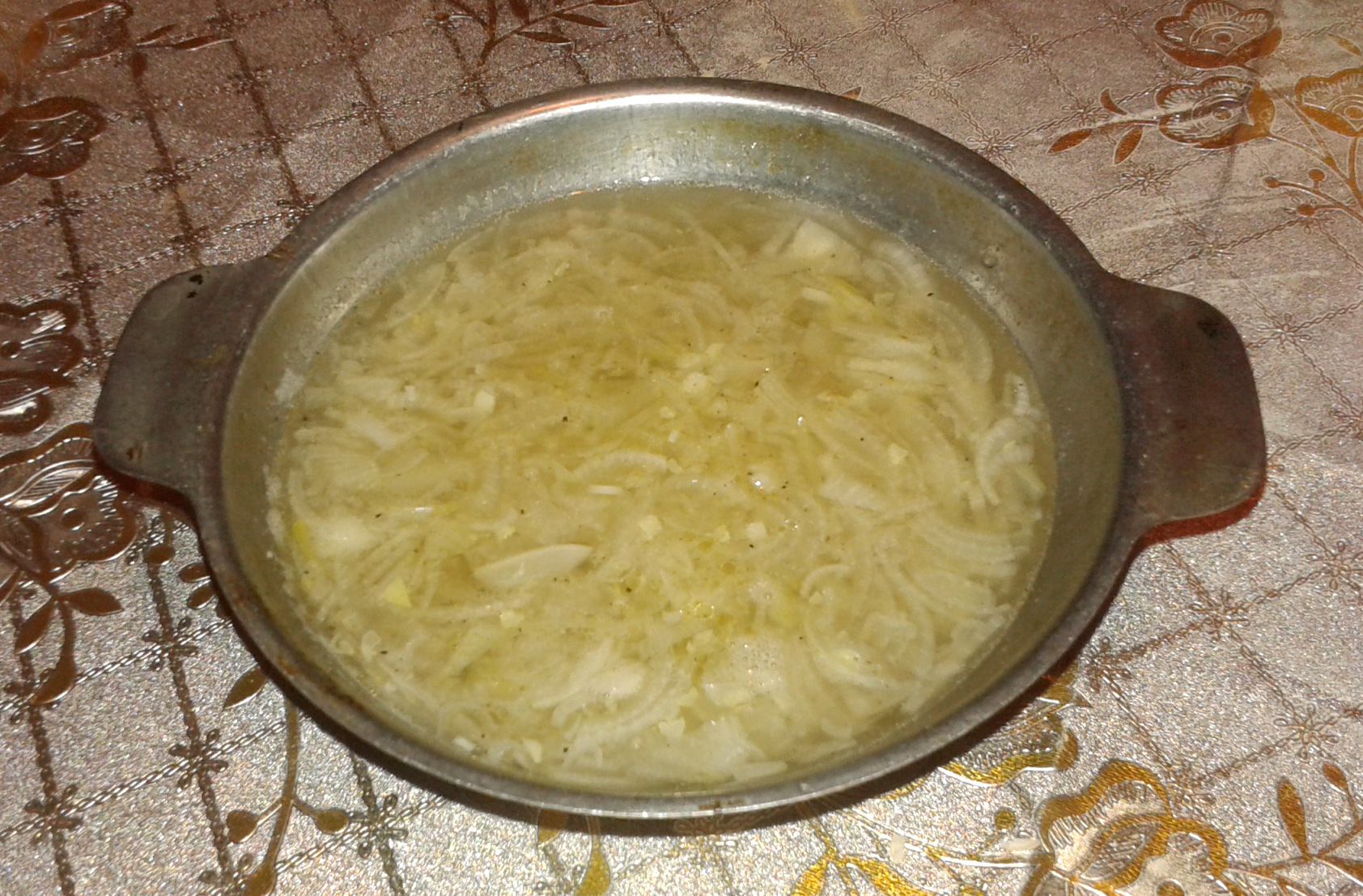
Csik (Чык), hagymaszósz
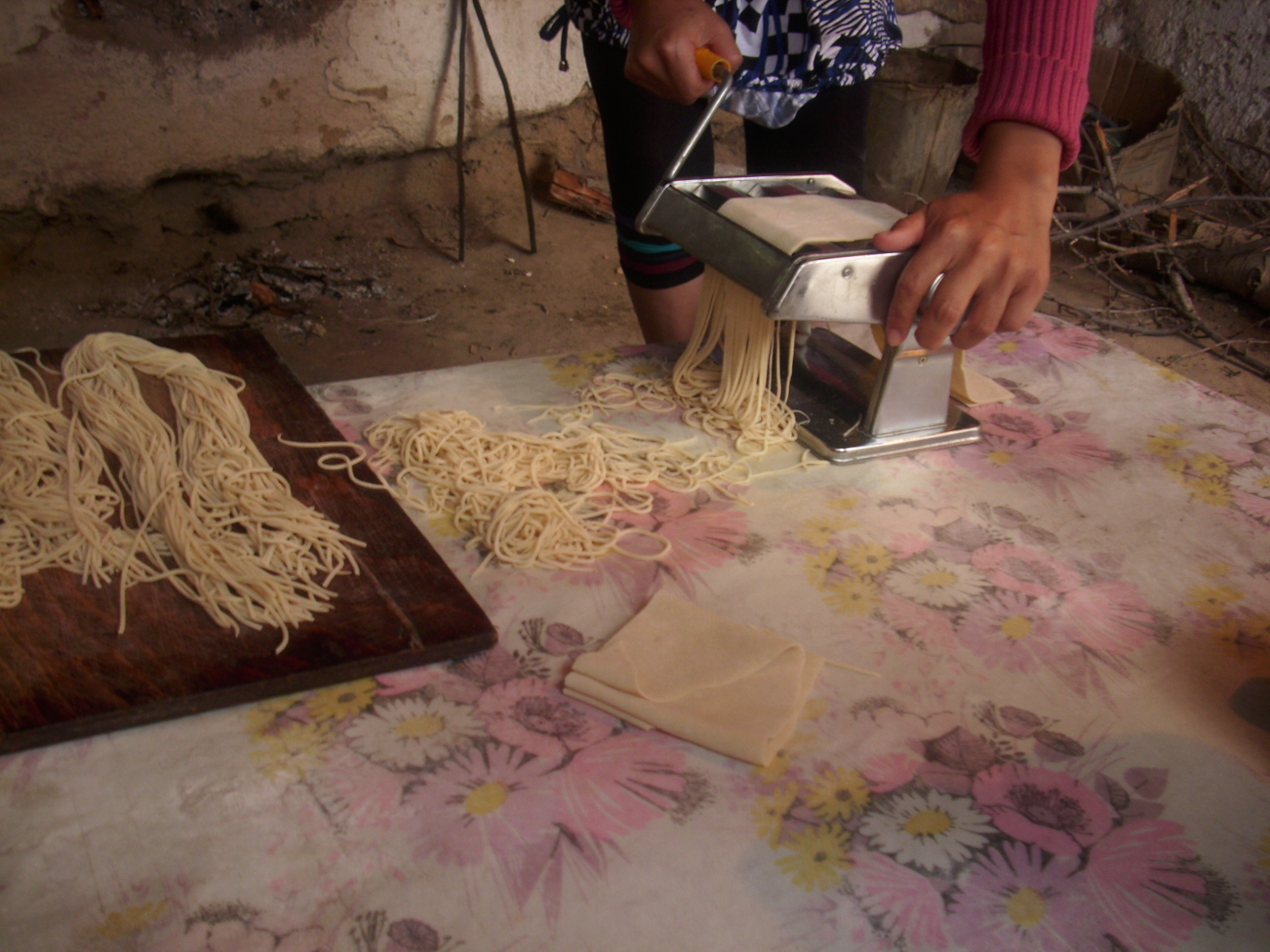
Tésztakészítés
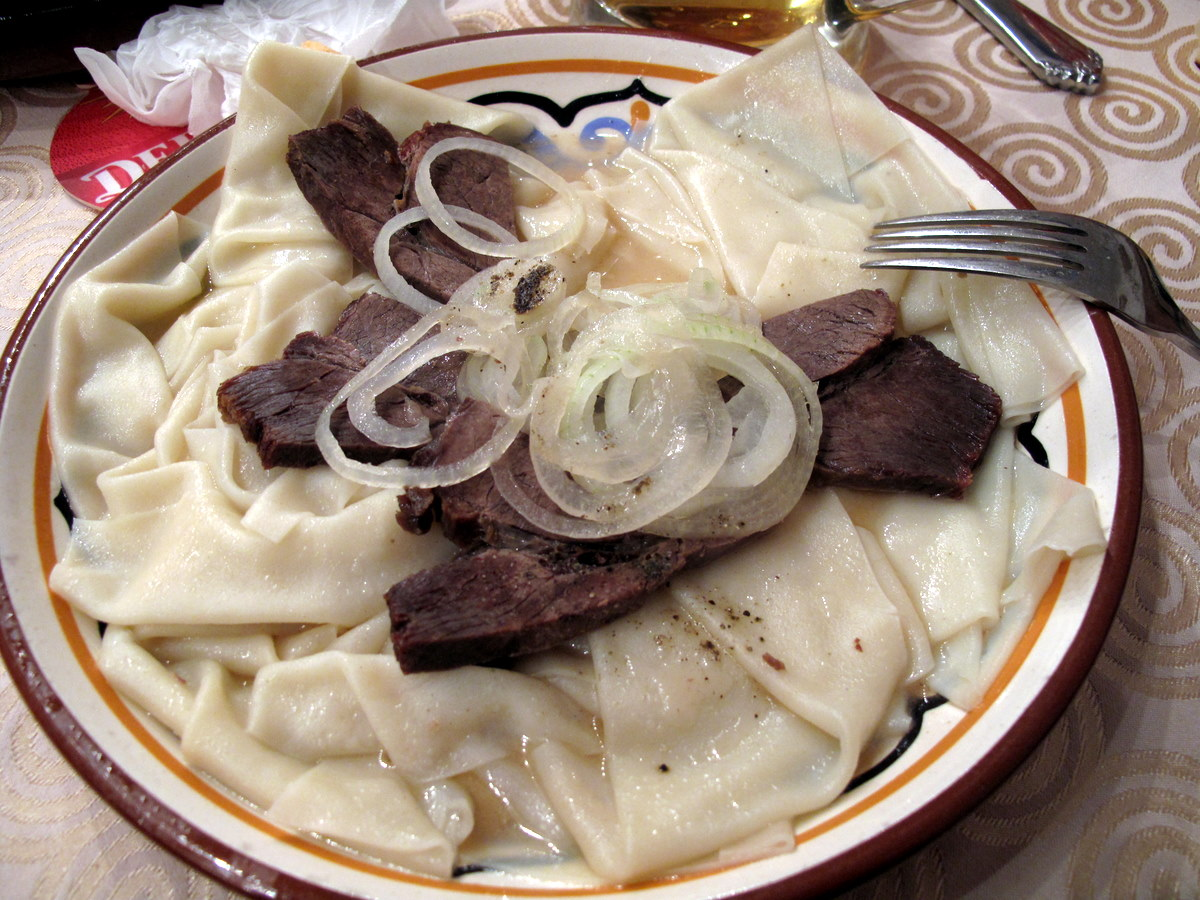
Kazak besbarmak lebbencsszerű tésztával és lóhússal
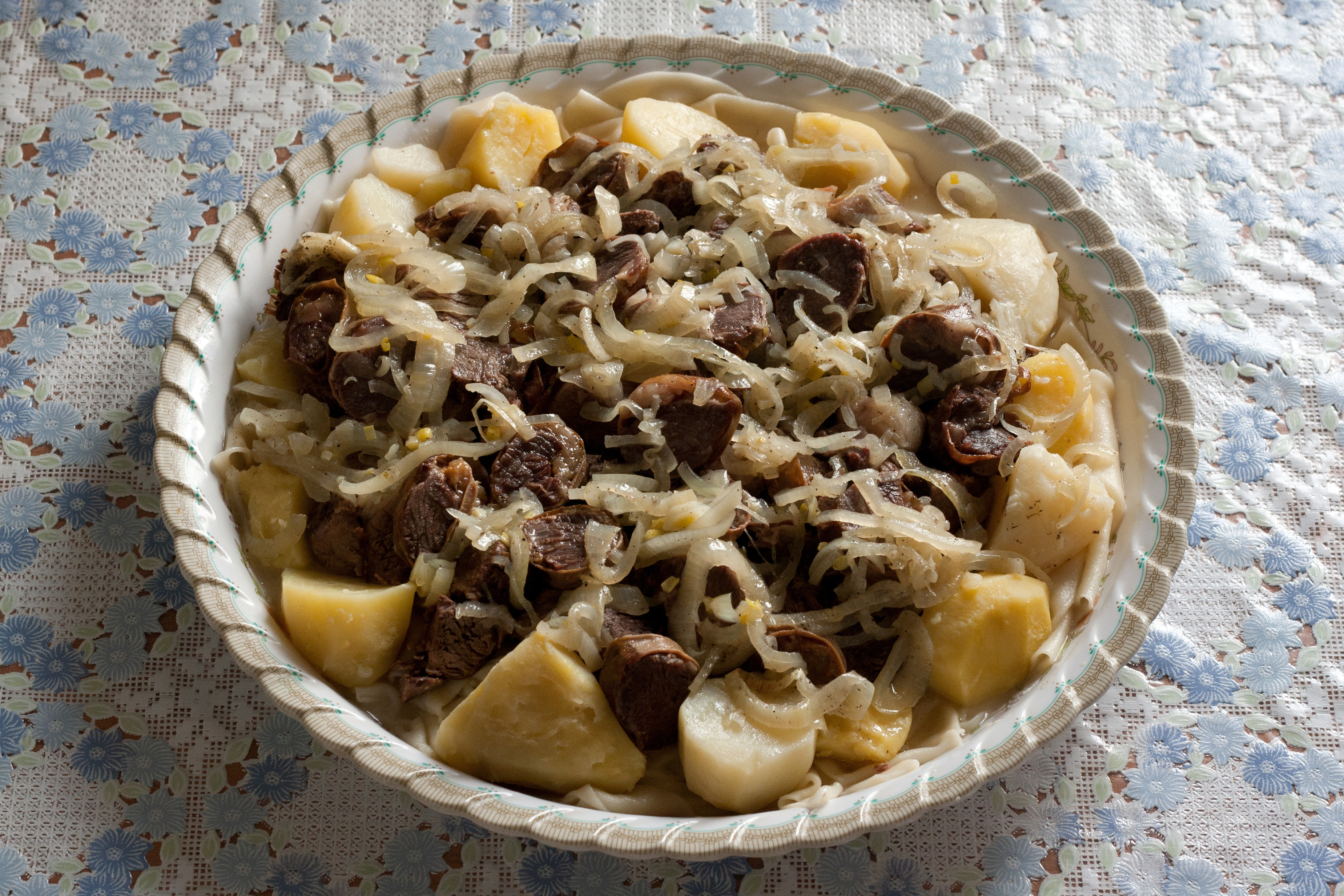
Kazak besbarmak burgonyával kiegészítve